# Litsea bainingensis
Litsea bainingensis är en lagerväxtart som beskrevs av Rechinger. Litsea bainingensis ingår i släktet Litsea och familjen lagerväxter. Inga underarter finns listade i Catalogue of Life.